# Mohammad Sabah Al-Salem Al-Sabah
Mohammad Sabah Al-Salem Al-Sabah (10 de outubro de 1955) foi primeiro-ministro do Kuwait de 4 de janeiro a 15 de abril de 2024.

## Infância e educação
Al-Sabah nasceu em 10 de outubro de 1955 e é filho do ex-Emir do Kuwait, Sheikh Sabah III Al-Salim Al-Sabah e Nouriya Al-Ahmad Al-Sabah, irmã do atual emir. Seu irmão mais velho é Salem Sabah Al-Salem Al-Sabah, ex-ministro da Defesa e do Interior. Mohammed Sabah Al Sabah recebeu um diploma de bacharel em economia do Claremont McKenna College. Além disso, obteve mestrado e doutorado em economia e estudos do Oriente Médio pela Universidade Harvard.

## Carreira
Em 1993, foi nomeado embaixador do Kuwait nos Estados Unidos. Permaneceu neste cargo até 14 de fevereiro de 2001, quando foi nomeado ministro de Estado dos Negócios Estrangeiros. Foi ministro das Finanças de janeiro de 2003 a julho de 2003. Em 11 de fevereiro de 2006, Mohammad foi nomeado vice-primeiro-ministro, mantendo o cargo de ministro das Relações Exteriores.
Ele renunciou ao cargo em 18 de outubro de 2011 em protesto contra suposta corrupção no governo do Kuwait. Depois de deixar o cargo, Al-Sabah começou a trabalhar como pesquisador visitante na Universidade de Oxford.